# Noble Sissle
Noble Lee Sissle (* 10. Juli 1889 in Indianapolis, Indiana; † 17. Dezember 1975 in Tampa, Florida) war ein afro-amerikanischer Sänger, Violinist,  Bandleader und Liedtexter.

## Leben und Wirken

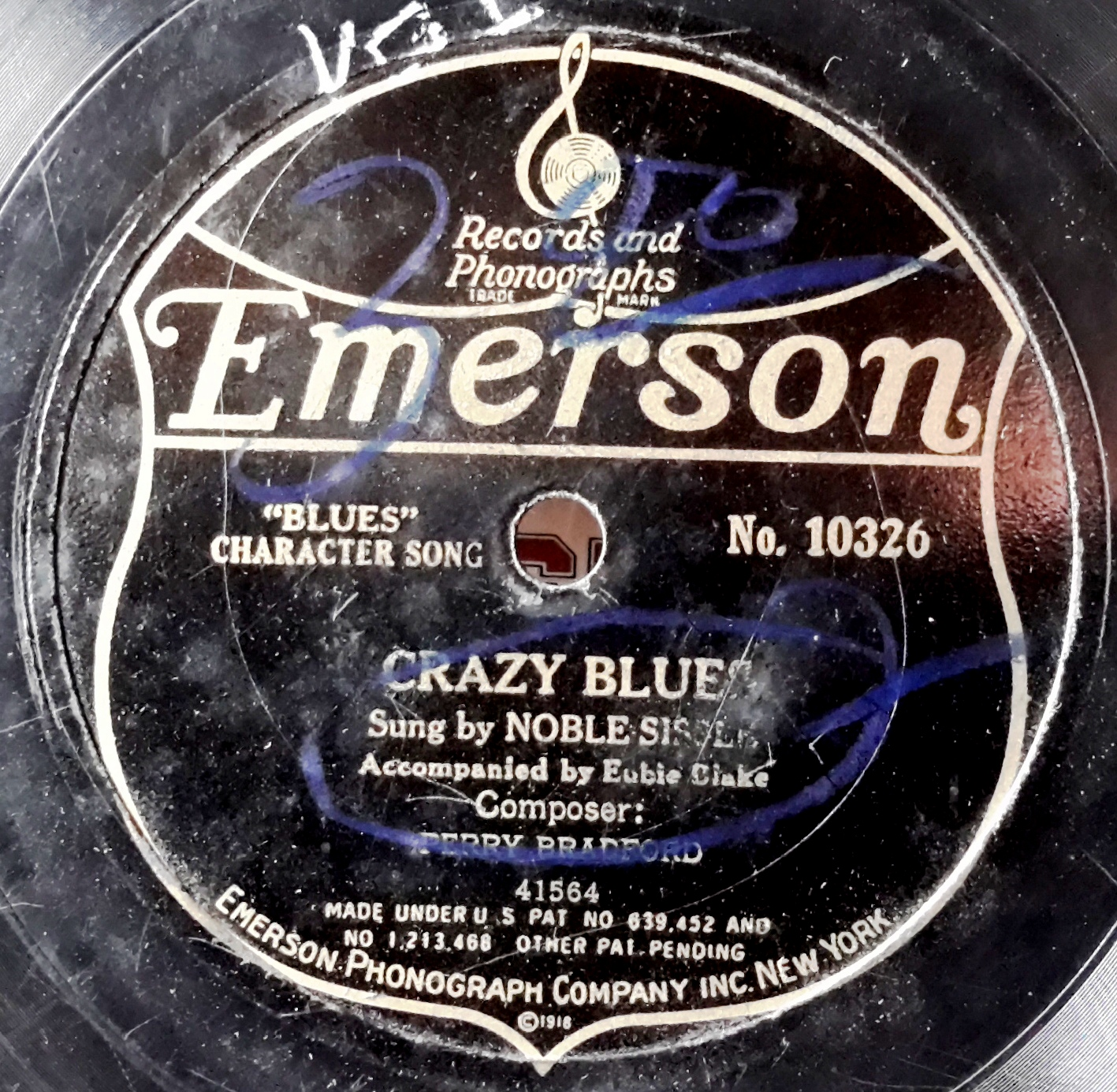
Schallplatte von Noble Sissle zusammen mit Eubie Blake

Sissle, dessen Vater auch als Organist tätig war, sang zunächst in Minstrel- und Gospelgruppen. Von 1917 bis 1919 leistete er Militärdienst als Tambourmajor in der Band des 369. Infanterie-Regiments (der Harlem Hellfighter Band). Nach James Reese Europes Tod übernahm er dessen Band, die zu den ersten jazz-nahen Ragtime-Orchestern vor 1920 zählte. Dann trat er zusammen mit Eubie Blake als „Dixie Duo“ auf und schrieb die Texte zu vielen von Blakes Ragtime-Songs. Der größte Erfolg der beiden war 1921 das Broadway-Musical Shuffle Along, in dem u. a. Josephine Baker als Tänzerin auftrat. Das Walzerlied aus der Show I’m Just Wild About Harry schrieben sie in den 1940er Jahren im 4/4-Takt als Wahlkampfsong für Harry S. Truman um.
1922 waren sie mit der Spencer-Williams-Komposition „Arkansas Blues (A Down Home Chant)“ (#10) in den Hitparaden erfolgreich; 1923 folgte der für Victor Records eingespielte „Down Hearted Blues“ von Alberta Hunter (#13) und Filmaufnahmen (Noble Sissle and Eubie Blake Sing Snappy Songs). 1924 folgte die Revue The Chocolate Dandies; 1925/26 tourte Sissle mit Blake und William Thornton Blue durch Europa, wo er noch bis 1928 blieb und mit französischen Bands auftrat. Während der 1930er Jahre war er auch als Bandleader aktiv; in seinem Show- und Unterhaltungsorchester machte 1935 die junge Lena Horne ihre ersten Versuche als Sängerin. Zu seinen Musikern gehörten kurz u. a. auch Sidney Bechet, Buster Bailey, Bill Coleman und Tommy Ladnier. Sissle hatte von 1938 an bis 1950 ein längeres Engagement in Billy Roses Club Diamond Horseshoe in New York, 1942/43 mit Jesse Cryor als Vokalisten. 1953 spielte er auf der Amtseinführung von Dwight D. Eisenhower. Anschließend zog er nach Florida.